# カーギルジャパン
カーギルジャパン合同会社は、カーギルグループに属する食品、農産品、金融商品、工業用品および関連サポートを扱う商社で、東京都千代田区に本社を置く。
1956年に穀物など一次産品の輸入を主体に営業を開始し、2007年6月「株式会社東食」と合併して株式会社カーギルジャパンへ商号を変更した。

## 概要
東食は1946年11月に「東京食品」の商号で設立された。1949年5月に東京証券取引所で株式を公開し、1961年に東食へ商号を変更した。三井グループに属する食品専門商社として知られ、発足当時から食料品の卸売を手広く行った。中央区日本橋室町に本社をおき、 1995年10月に従業員は628名であった。
バブル期にグループ会社へ貸付けた大半が不良債権化したことを主要因として、1997年12月18日に負債6397億円で東京地方裁判所へ会社更生法の適用を申請した。1998年11月にアメリカ合衆国の穀物メジャーの1つであるカーギルを出資者として、更生計画を開始した。2000年に現在地に本社を移転し、2004年2月に会社更生手続を終了した。2007年6月に旧・カーギルジャパンと合併し、東食はカーギルジャパンへ商号を変更した。「東食」の名称は「株式会社カーギルジャパン 東食ビジネスユニット」として残るが、商号から消えた。現在の東食ビジネスユニットは「食品原料」「加工食品」「フードエンジニアリング」「卵・食肉」の4事業部から構成されている。
かつてTBSラジオ「ミュージックプレゼント」のメインスポンサーで倒産と同時に撤退したが、冠協賛社がヨークマートに変更されて以降も、東食の取引相手の企業がサブスポンサーとして2007年3月30日の放送まで提供した。

## 沿革

### 東食
- 1946年11月 - 株式会社東京食品として創立。
- 1949年5月 - 東京証券取引所に株式を公開。
- 1961年1月 - 株式会社東食へ商号を変更。
- 1996年11月 - 日米富士自転車を吸収合併。
- 1997年12月18日 - 会社更生法の適用を東京地方裁判所に申請。
- 1998年3月 - 東京証券取引所での上場廃止。
- 1998年10月 - 米国「カーギル」傘下企業となる。
- 2000年10月 - 現在地に本社を移転し業務開始。
- 2004年2月 - 会社更生手続を終了。
- 2007年6月 - 「カーギルジャパン」へ商号を変更。

### 旧・カーギルジャパン
- 1956年3月 - トレーダックス株式会社として設立。
- 1983年6月 - カーギル株式会社に商号を変更。
- 1985年3月 - 株式会社カーギル・ノースエイジアに商号を変更。
- 1992年1月 - 株式会社カーギルジャパンに商号を変更。

### カーギルジャパン
- 2007年6月 - 東食と（旧）カーギルジャパンが合併し発足。
- 2007年12月 - 仙台支店、名古屋支店、福岡支店を閉鎖。
- 2009年5月 - 札幌支店、ジャカルタ駐在員事務所を閉鎖。
- 2021年6月1日 - 株式会社から合同会社に改組。カーギルジャパン合同会社へ[3]。

## 営業所所在地
- 本社 - 東京都千代田区丸の内3-1-1
- 関西支店 - 兵庫県神戸市中央区磯上通8-3-5